# Arnold Laven
Arnold Laven (* 23. Februar 1922 in Chicago, Illinois; † 13. September 2009 in Tarzana, Los Angeles, Kalifornien) war ein US-amerikanischer Regisseur, Drehbuchautor und Produzent. Er führte bei über 70 Produktionen für Film und Fernsehen die Regie. Darunter für Kinofilme wie Anna Lucasta, Die glorreichen Reiter, Als Jim Dolan kam oder für die Western-Komödie Sam Whiskey.

## Leben und Werk
Arnold Laven wurde 1922 in Chicago, Illinois geboren und zog mit seiner Familie in den späten 1930er Jahren nach Los Angeles. Er begann seine Karriere in der Unterhaltungsbranche in der Poststelle bei Warner Bros.
Während des Zweiten Weltkriegs wurde Laven der US Army Air Forces der Abteilung First Motion Picture Unit, zugeteilt. Laven beschrieb die First Motion Picture Unit als „Die beste Film-Schule der Welt“, weil die Teilnehmer alle Aspekte der Filmindustrie kennenlernten.
Im September 1951 gründete Laven mit Jules V. Levy und Arthur Gardner eine eigene Produktionsfirma. Das Unternehmen eröffnete Büros in den Goldwyn Studios und kündigte erste Spielfilme an. So entstanden während der 1950er Jahre bald Kriminalfilme, Kriegsdramen, Produktionen im Bereich der Science-Fiction und einige Psycho-Thriller der härteren Machart. In den 1960er Jahren folgten verschiedene Western-Formate wie das Indianer-Drama Das letzte Kommando von 1962 mit Chuck Connors und 1965 das Porträt über die US-Kavallerie in Die glorreichen Reiter mit der Besetzung Tom Tryon, Harve Presnell, Senta Berger und James Caan. 1967 inszenierte Laven mit Dean Martin und George Peppard den Edelwestern Als Jim Dolan kam und 1969 folgte die Westernkomödie Sam Whiskey mit Burt Reynolds, Clint Walker und Ossie Davis in den Hauptrollen.
Arnold Laven inszenierte darüber hinaus in seiner langen Karriere auch Dutzende von Episoden von namhaften Fernsehserien, darunter Episoden von Westlich von Santa Fé (21 Folgen), Mannix (acht Folgen), The Greatest American Hero (sieben Folgen), Das A-Team (sechs Folgen), Big Valley (sechs Folgen), The Secrets of Isis (sechs Folgen), Polizeirevier Hill Street (drei Folgen), Der Sechs-Millionen-Dollar-Mann (drei Folgen), Planet of the Apes (drei Folgen), Fantasy Island (zwei Folgen), Detektiv Rockford – Anruf genügt (zwei Folgen), Make-up und Pistolen (zwei Folgen), Der Chef (zwei Folgen) und CHiPs (zwei Folgen).
Am 13. September 2009 starb Laven in Tarzana, Kalifornien im Alter von 87 Jahren.

## Filmografie (Auswahl)
- 1948: Fräulein Wildfang (Mickey) (als Script Supervisor)
- 1951: Steckbrief 7-73 (He Ran All the Way) (Dialogregie)
- 1952: Achtung! Blondinengangster (Without Warning!)
- 1953: Sittenpolizei (Vice Squad)
- 1954: Drei dunkle Straßen (Down Three Dark Streets)
- 1956: Anklage: Hochverrat (The Rack)
- 1957: Alarm für Sperrzone 7 (The Monster That Challenged the World)
- 1957: Drei Schritte vor der Hölle (Slaughter on Tenth Avenue)
- 1958: Anna Lucasta
- 1962: Das letzte Kommando (Geronimo)
- 1965: Die glorreichen Reiter (The Glory Guys)
- 1967: Als Jim Dolan kam (Rough Night in Jericho)
- 1969: Sam Whiskey